# Rohde & Schwarz
Rohde und Schwarz GmbH & Co. KG (R&S) is een Duits elektronicabedrijf gespecialiseerd in meettechniek, radio- en televisiezenders, radiobewaking, radionavigatie en radiocommunicatie. Het bedrijf produceert producten voor mobiele communicatie, omroep en elektronica, luchtvaart en defensie, cybersecurity en kritieke infrastructuur.
De in 1933 door dr. Lothar Rohde en dr. Hermann Schwarz opgerichte onderneming ontwikkelt en produceert elektronische producten voor de kapitaalgoederensector, maar geen consumptiegoederen voor consumenten. Het hoofdkantoor bevindt zich in München. Daarnaast zijn er regionale hoofdkantoren in Columbia, Maryland in de Verenigde Staten en Singapore voor Azië. Het bedrijf heeft zo'n zevenduizend werknemers in Duitsland, van wie er tweeduizend werken op het hoofdkantoor van de groep. Wereldwijd telt Rohde & Schwarz ongeveer twaalfduizend medewerkers in meer dan zeventig landen.
Het in Utrecht gevestigde Rohde & Schwarz Benelux (RSBNL) is een zelfstandige dochteronderneming van het bedrijf uit München en levert naast de eigen producten een aantal aanvullende productlijnen van andere bedrijven die door RSBNL worden vertegenwoordigd .
Heel wat piratenzenders werkten met radiozenders van Rohde & Schwarz, waaronder Radio Noordzee Internationaal, Hofstad Radio en Radio Distel. In 2005 nam Rohde & Schwarz de Duitse sectorgenoot Hameg Instruments GmbH over, nu een divisie van R&S. Sinds 2016 wordt de merknaam van Hameg niet meer gevoerd. In het boekjaar 2023/2024 (juli-juni) realiseerde het bedrijf een omzet van 2,93 miljard euro.

## Fotogalerij

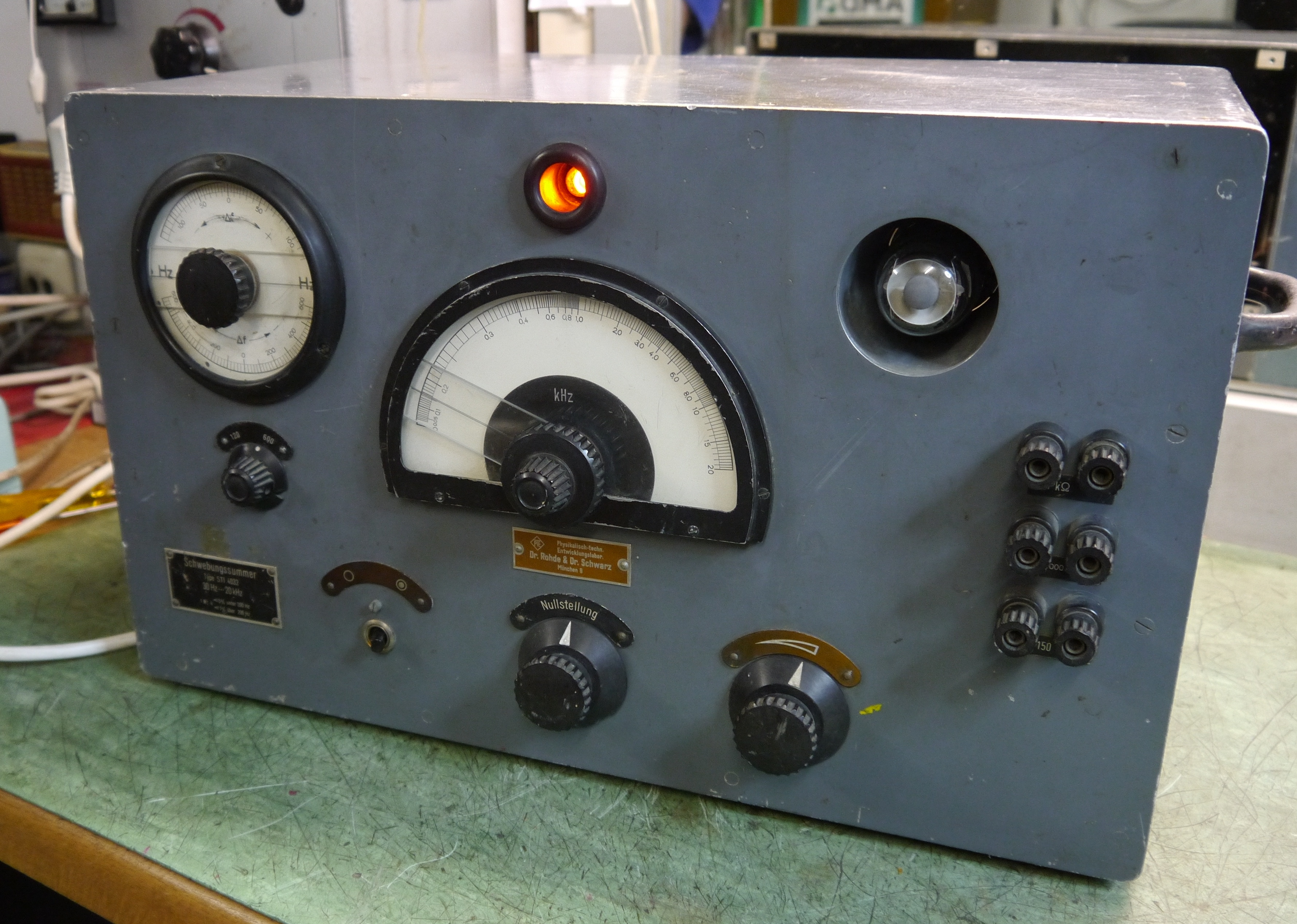
Een product van R & S
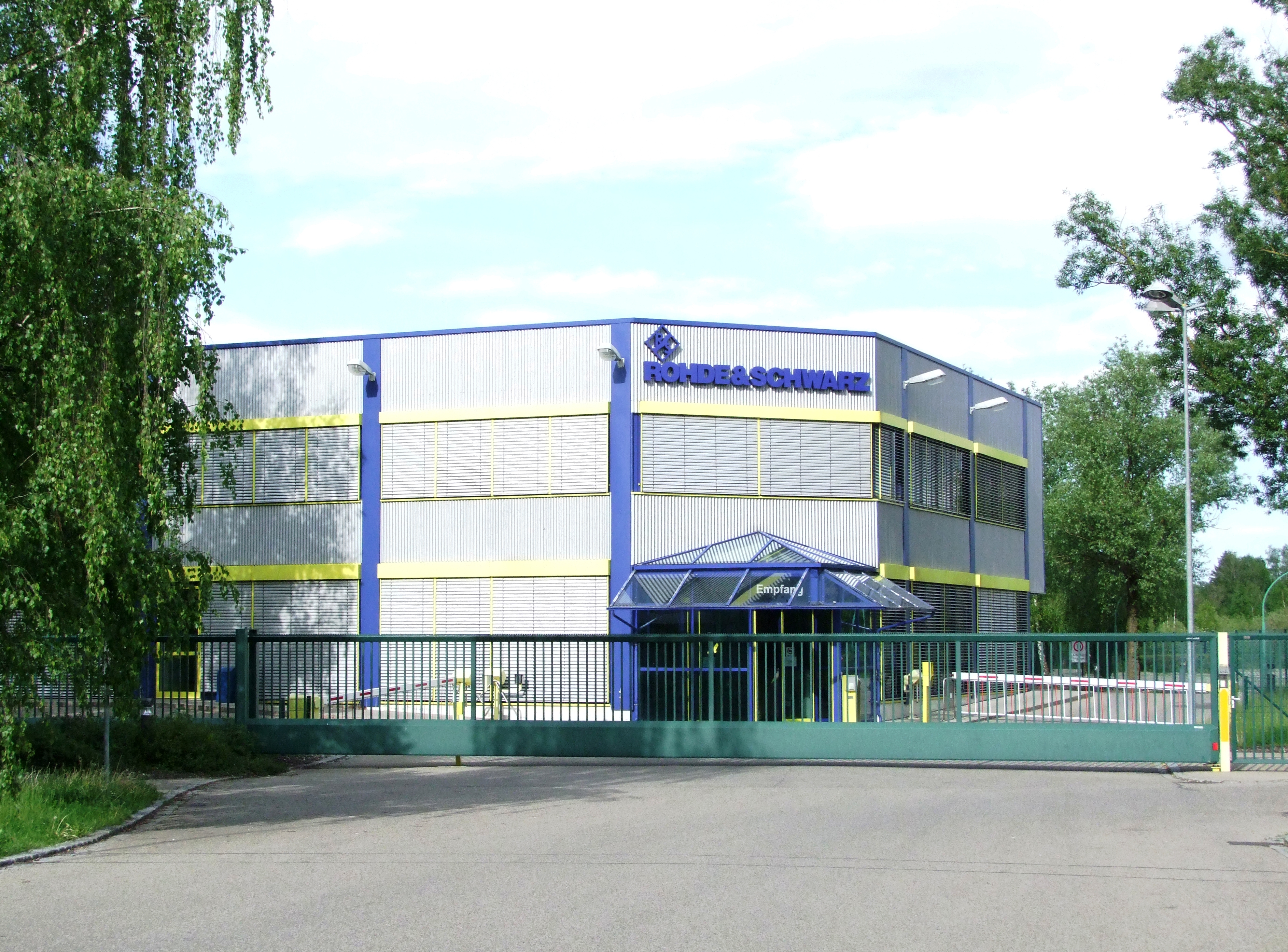
Bedrijfspand van R & S
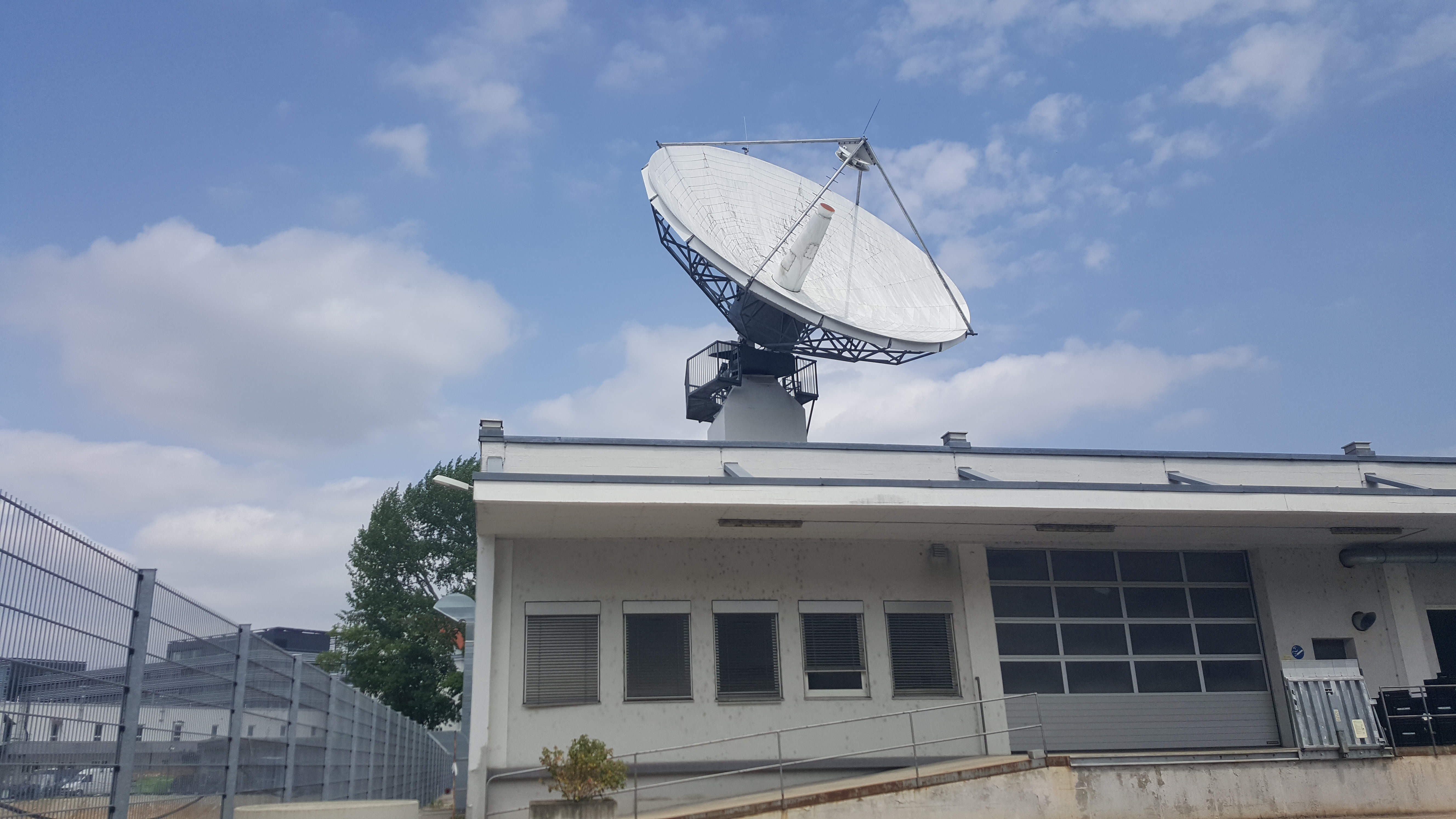
Paraboolantenne, München
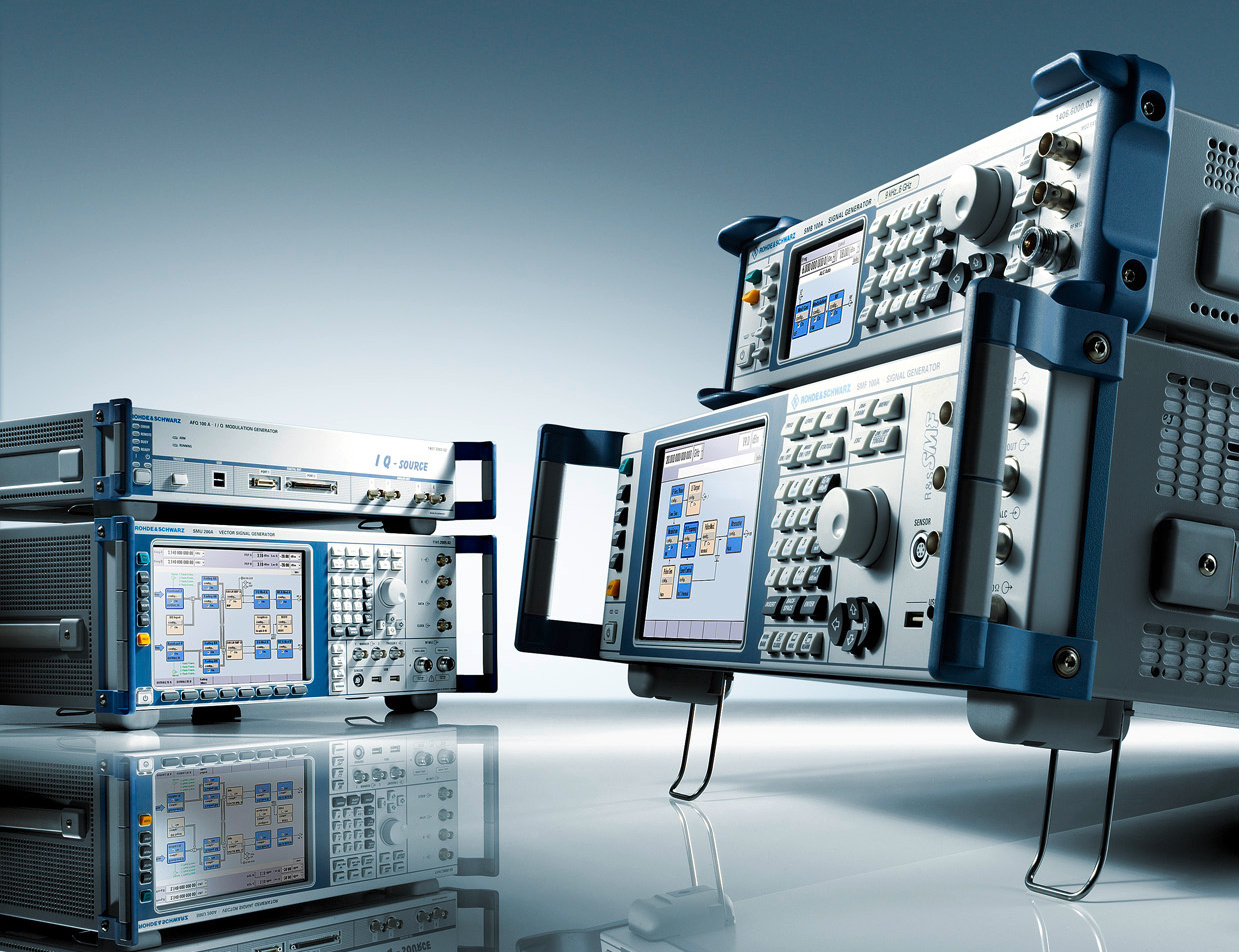
Signaal-generatoren